# 1971 en philosophie
Chronologie de la philosophie
- 1967
- 1968
- 1969
- 1970
- 1971
- 1972
- 1973
- 1974
- 1975

L’année 1971 a été marquée, en philosophie, par les événements suivants :

## Publications

### Traductions
- Thomas Hobbes : Human Nature, or the Fundamental Elements of Policy. Being a discovery of the faculties, acts and passions of the soul of man, from their original causes, according to such philosophical principles as are not commonly known or asserted (1650). 
  - De la Nature Humaine, ou Exposition des facultés, des actions & des passions de l'âme, & de leurs causes déduites d'après des principes philosophiques qui ne sont communément ni reçus ni connus. (1772) Londres, traduit par le Baron d'Holbach. (1971), Paris, Vrin.

## Décès
- 4 juin : Georg Lukács, philosophe hongrois, né en 1885, mort à 86 ans.